# Eudarcia dalmaticum
Eudarcia dalmaticum är en fjärilsart som beskrevs av Reinhardt Gaedike 1988. Eudarcia dalmaticum ingår i släktet Eudarcia och familjen äkta malar. Inga underarter finns listade i Catalogue of Life.